# FK Radnik Lipnica
FK Radnik je bosanskohercegovački nogometni klub iz Lipnice kraj Tuzle. Sjedište je na Proleterskih brigada, 75213 Lipnica. Klupska boja je zeleno-crna. Osnovan je 1956. godine. 
2016./17. natjecao se u Prvoj ligi Županije Soli, a za sljedeću sezonu ciljali su na ulazak u Drugu ligu FBiH skupina Sjever.
Šef stručnog stožera Anto Divković sezone 2016./17., dobio je 2010. nagradu kao zaslužni športski djelatnik Općine Tuzla za 2009. godinu.

## Vanjske poveznice
- FK Radnik Lipnica
- Facebook - FK Radnik Lipnica
- Transfermarkt
- Sportsport.ba[neaktivna poveznica] FK Radnik Lipnica
- YouTube